# 高橋誠一郎
高橋 誠一郎（たかはし せいいちろう、1884年（明治17年）5月9日 - 1982年（昭和57年）2月9日）は、戦前昭和から戦後黎明期にかけての経済学者（専攻は経済原論および経済学史）、教育者、政治家、慶應義塾大学名誉博士。日本藝術院院長、帝国学士院会員、日本舞踊協会会長、国立劇場会長、東京国立博物館長、第1次吉田内閣の文部大臣等を歴任し、戦後の文化行政を指導して古典芸能の保護に尽力。経済学者としてはアダム・スミス以前の西欧経済理論、特に重商主義経済学説を研究。
位階勲等は従二位勲一等。勲一等旭日大綬章、勲一等瑞宝章、文化勲章受章。

## 略歴
豪商・廻船問屋「津軽屋」の長男。父は視力に異状を来たし、それから横浜で絹物の貿易商を営んでいた。
父が福沢諭吉の崇拝者であった関係で、慶應義塾普通学科に入学し大学部政治科を卒業。ただちに助手に採用され、1911年（明治44年）にロンドン大学に留学。同年病によりシベリア経由で帰国。1914年（大正3年）から慶應義塾大学部政治科の経済原論、経済学史を担当。その後、理財科で研究会を担当し、経済学部長を経て、慶應義塾図書館監督（現在の館長）に就任した。大東亜戦争中に名誉教授に就任。多くの経済研究書の内、『重商主義経済学説研究』は代表的著作とされ当時高い評価を受けた。
戦後まもなく第一次吉田内閣改造内閣で文部大臣となり教育基本法と学校教育法を制定。教育基本法の審議に際しては、教育基本法が教育勅語と矛盾しないことを議会答弁した。その後、日本芸術院長に就任。国立博物館長や文化財保護委員会委員長なども歴任した。
また芸術・芸能にも造詣が深く、浮世絵の収集・研究でも知られた。高橋コレクションと呼ばれた収集品は国際的にも著名で、特に鈴木春信の錦絵『風俗四季歌仙』は、保存状態が良好な揃物。現在、その収集品のおよそ半分が慶應義塾の所蔵となっている。第二次世界大戦中も国民服でなく和服で通した。
94歳で退任するまで母校で講義をし続けた。墓所は横浜青木山本覚寺。

## 年譜
- 1884年（明治17年）：新潟県の廻船問屋津軽屋の一人息子として横浜市に生まれる。
- 1888年（明治21年）：横浜へ転居。
- 1898年（明治31年）：慶應義塾普通学科へ入学、三田の寄宿舎に入り福澤諭吉に親しく接する。
- 1908年（明治41年）：慶應義塾大学部政治科卒、普通部の教員となる。
- 1909年（明治42年）：大学部予科教員となる。
- 1911年（明治44年）：経済理論・経済学史研究のためヨーロッパ・ロンドン大学へ留学するが、病を得て翌年秋に帰国。
- 1914年（大正03年）：大学部理財科教授（- 1920年（大正9年））。
- 1920年（大正09年）：大学令による慶應義塾大学発足に伴い経済学部教授（- 1944年（昭和19年）)。
- 1944年（昭和19年）：慶應義塾大学名誉教授。以後1978年（昭和53年）まで慶應義塾大学に出講。
- 1946年（昭和21年）：慶應義塾長代理を務める（- 1947年（昭和22年））。
- 1947年（昭和22年）：（田中耕太郎に代わり）第一次吉田内閣で文部大臣。またこの年、帝国学士院会員。
- 1948年（昭和23年）：日本芸術院長（- 1979年（昭和54年））。
- 1949年（昭和24年）：交詢社理事長（- 1982年（昭和57年））。
- 1950年（昭和25年）：文化財保護委員会委員長（- 1956年（昭和31年））。
- 1951年（昭和26年）：国際演劇協会（Institut International du Théâtre/International Theatre Institute）日本センター会長（- 1970年（昭和45年））。
- 1955年（昭和30年）：日本舞踊協会会長（- 1981年（昭和56年））。
- 1957年（昭和32年）：映倫管理委員会委員長（- 1978年（昭和53年））。
- 1962年（昭和37年）：文化功労者。
- 1964年（昭和39年）：勲一等瑞宝章。
- 1966年（昭和41年）：国立劇場会長（- 1977年（昭和52年））。
- 1968年（昭和43年）：慶應義塾大学より名誉博士の称号。
- 1973年（昭和48年）：勲一等旭日大綬章。
- 1979年（昭和54年）：文化勲章。
- 1982年（昭和57年）：慶應義塾大学病院で死去、満97歳。贈従二位、賜銀杯一組。

## 著書
- 『高橋誠一郎コレクション・浮世絵』〈全七巻〉、中央公論社、1975〜77年
- 『回想九十年』筑摩書房、1973年
- 『春日随想』読売新聞社、1973年
- 『春信』講談社、1971年
- 『随筆慶應義塾—エピメーテウス抄』三田文学ライブラリー、1970年
- 『浮世絵随想』中央公論美術出版、1966年
- 『江戸の浮世絵師』平凡社、1964年
- 『三代言論人集 第2巻　福沢諭吉』時事通信社、1963年
- 『新浮世絵二百五十年』中央公論美術出版、1961年
- 『浮世絵と経済学』毎日新聞社、1961年
- 『経済学、わが師わが友』日本評論社、1956年
- 『わがことひとのこと』慶應通信、1955年
- 『結婚指環』読売新聞社、1955年
- 『書斎の内外』要書房、1949年
- 『正統派経済学説研究』泉文堂、1949年（高垣寅次郎、堀経夫、久保田明光、中山伊知郎と共著）
- 『続経済思想史随筆』理想社、1949年
- 『浮世絵講話』好学社、1948年
- 『西洋経済学史』国元書房、1948年
- 『経済学史略』慶應出版社、1948年
- 『西洋経済古書漫筆』好学社、1947年
- 『古版西洋経済書解題』慶應出版社、1943年
- 『改訂重商主義経済学説研究』改造社、1942年
- 『王城山荘随筆』三田文学出版部、1941年
- 『経済思想史随筆』理想社、1940年
- 『浮世絵二百五十年』中央公論社、1938年
- 『経済学史（上）』日本評論社、1937年（第1版）
- 『経済原論』慶應義塾出版局、1936年
- 『アリストテレース』三省堂、1934年
- 『経済学史』改造社、1934年（小泉信三、増井幸雄、加田哲二と共著）
- 『福澤先生伝』改造社、1933年
- 『重商主義経済学説研究』改造社、1932年
- 『経済学史』日本評論社、1929年
- 『経済学前史』改造社、1929年（第1版）
- 『経済学史研究』大鐙閣、1920年